# Zdeněk Gina Hašler
Zdeněk Gina Hašler, vlastním jménem Zdeněk Miloš Hašler (31. října 1909, Praha, Rakousko-Uhersko – 11. listopadu 1972, Santa Monica, Kalifornie, USA) byl český herec a režisér.

## Filmografie

### Režie
- 1942 Host do domu
- 1940 Okénko do nebe
- 1940 Prosím, pane profesore!
- 1940 Za tichých nocí
- 1939 Svátek věřitelů

### Střih
- 1939 Svátek věřitelů
- 1938 Panenka
- 1938 Holka nebo kluk?
- 1937 Tři vejce do skla
- 1937 Hordubalové

### Herectví
- 1937 Jan Výrava
- 1937 Panenství
- 1937 Svět patří nám
- 1936 Divoch
- 1936 Švadlenka
- 1935 Ať žije nebožtík
- 1935 Barbora řádí
- 1935 Bezdětná
- 1935 Král ulice
- 1935 První políbení
- 1934 Grandhotel Nevada
- 1934 Pokušení paní Antonie
- 1933 ...a život jde dál...
- 1929 Hříchy lásky